# Petter Næss
Petter Næss (Oslo, 14 de març de 1960) és un director, actor i guionista noruec.

## Biografia
El 1980, va començar la seva vida professional com a assistent de producció i realització al departament de teatre de la Norwegian Broadcasting Corporation.
El 1985, va debutar primer en el teatre, després en el cinema i la televisió i, el 1996, va ser nomenat director de l'Oslo Nye Teater.
Es va dedicar a dirigir i lliurar la seva primera pel·lícula Absolute Hangover el 1999. El seu segon llargmetratge, Elling (2001), és l'adaptació cinematogràfica de Brødre i blodet (Germans de sang), el tercer volum de la popular tetralogia epònima d'Ingvar Ambjørnsen. Petter Næss també va dirigir la versió teatral d'aquesta novel·la i l'obra, un any abans de la pel·lícula, i va ser un gran èxit. Després de dos mesos d'un càsting frustrat, decideix assignar els dos papers principals de la seva pel·lícula als actors de l'obra, Per Christian Ellefsen i Sven Nordin.
Elling va ser nominat a l'Oscar a la «Millor Pel·lícula de Llengua Estrangera 2001», i Kevin Spacey, que ho va apreciar durant la seva presentació, va comprar els drets per realitzar una adaptació teatral als Estats Units.
El 2003, amb l'èxit d'Elling, el cineasta va signar un contracte amb la 20th Century Fox per a la producció de tres pel·lícules, la primera de les quals, Crazy in Love (Mozart i la balena), va aparèixer a les pantalles el 2005.
El 2004 va guanyar el Premi Amanda a la «Millor Pel·lícula Infantil».

## Filmografia

### Com a director
- 1999 : Absolute hangover
- 2001 : Elling
- 2004 : Just Bea
- 2005 : Crazy in Love (Mozart i la balena)
- 2005 : Elsk meg i morgen
- 2007 : Hoppet
- 2007 : Tatt av kvinnen
- 2010 : Maskeblomstfamilien
- 2012 : Into the White

### Sèries de televisió
- 2018 : State of Happiness (Lykkeland)

### Com a actor
- 1990 : Døden på Oslo S, d'Eva Isaksen
- 1991 : RC II, d'Odd Syse, curtmetratge
- 1995 : Farlig farvann, de Lars Berg : Holmsen
- 2008 : Max Manus, de Joachim Rønning i Espen Sandberg : Martin Linge

### Com a guionista
- 2007 : Tatt av kvinnen